# 田村ゆかり さまぁらいぶ☆*Sugar Time Trip*
『田村ゆかり さまぁらいぶ☆*Sugar Time Trip*』（たむらゆかり サマーライブ シュガー タイム トリップ）は、田村ゆかりの通算1作目となる全編がライブ映像である作品（通算3作目の映像作品）。2004年12月8日にコナミより発売、キングレコードより販売された。

## 概要
Disc1には2004年8月8日に大宮ソニックシティにて行なわれたライブの模様を収録している。Disc2にはZepp Osakaでのリハーサルの模様とライブのダイジェストを収録している。

## ボーカル
- ボーカル・パフォーマンス
  - 田村ゆかり

## 演奏会場
- 大阪：Zepp Osaka（2004年8月1日）
- 埼玉：大宮ソニックシティ（2004年8月8日）

## 収録内容

### Live Disc
1. Rehearsal
2. Opening〜The door into Trip〜
3. Sugar Time Trip
4. Angel Pride
5. Love♡parade
6. MC1
7. わがままな I LOVE YOU
8. Lovely Magic
9. Super Special Day
10. 空の向こう側に
11. Berry Very Good Love
12. MC2
13. つぼみのままで
14. Dreaming　Moon
15. 夢見月のアリス
16. les larmes de la lune
17. 月へ行こう
18. Little Wish 〜first step〜
19. Baby's Breath
20. MC3
21. summer melody
22. 眠れぬ夜につかまえて
23. Honey Moon
24. 大好きと涙
25. Encore
26. Fortune of Love
27. Eternity
28. Ending

### Special Disc
1. リハーサル〜7月25日〜
2. リハーサル〜7月30日〜
*Sugar Time Trip* Zepp Osaka ダイジェスト
3. リハーサル〜大阪へ
4. リハーサル〜MC1
5. こっちを向いて
6. Missing Piece
7. MC2
8. Eternity〜Ending